# Boris Vieru
Boris Vieru (n. 2 iulie 1957, Braniște, raionul Rîșcani, Republica Moldova – d. 19 februarie 2019, Chișinău, Republica Moldova) a fost un jurnalist și politician din Republica Moldova, care din 2009 până în 2014 a fost deputat în Parlamentul Republicii Moldova din partea Partidului Liberal.

## Biografie
S-a născut la 2 iulie 1957, în satul Braniște din raionul Rîșcani. Între anii 1964-1972 a învățat la școala de 8 clase din satul Braniște; apoi între 1972-1974 a învățat la școala medie din orașul Rîșcani. În perioada 1974-1979 a studiat la Universitatea de Stat din Moldova, Facultatea de Filologie, specialitatea jurnalistică.
Între 1979-1983 a fost redactor la Comitetul de Stat pentru Radio și Televiziune. Din 1983 până în 1988 a fost redactor și corespondent special la ziarul "Tinerimea Moldovei", iar în 1988-1990 — redactor la secția publicistică a săptămînalului "Literatura și Arta".
În anii 1990-1991 a fost consilier de stat al primului-ministru. Din 1991 până în 1995 a fost redactor la Agenția de știri "Basapres", iar în 1995-2000 — director de program la AP FLUX, redactor-șef al săptămînalului "Flux - Ediția de Vineri"; concomitent, în 1996-1997 a fost corespondent al postului de radio "Radio Europa Liberă", iar în 1998 a fondat biroul de la Chișinău al postului de radio "Europa Liberă". În același an devine membru al Uniunii Scriitorilor din Moldova.
În anii 2000-2001 și 2006-2009, Boris Vieru a fost redactor-șef al revistei "Natura".
În 2001–2006 a fost redactor-șef și membru fondator al publicației "Gazeta Românească", iar în 2005–2006 — director al portalului informativ "Basarabia Online".
Din 2009 până în 2014 a fost deputat în Parlamentul Republicii Moldova.
În același an a devenit președinte și membru fondator al Asociației Jurnaliștilor de Mediu și Turism Ecologic din Moldova;
Membru al Biroului permanent central al Partidului Liberal din Moldova.
Boris Vieru a murit pe 20 februarie 2019 după mai mulți ani de luptă cu o boală grea.

## Distincții
- Ordinul Național „Steaua României” în grad de Mare Ofițer (2014)[2][3]